# 산타크루조돈
산타크루조돈(Santacruzodon)은 트라이아스기 후기 브라질에 살았던 키노돈트이며 모식종은 산타크루조돈 홉소니(Santacruzodon hopsoni)이다.

## 발견
산타크루조돈은 1995년 브라질의 산타 크루즈 도 술이라는 곳에서 발견되었는데 이들은 마다가스카르에서 발견된 다다돈과 밀접한 관련이 있다.
1. ↑  ABDALA, F.; RIBEIRO, A. M. (2003년 12월). “A new traversodontid cynodont from the Santa Maria Formation (Ladinian-Carnian) of southern Brazil, with a phylogenetic analysis of Gondwanan traversodontids”. 《Zoological Journal of the Linnean Society》 139 (4): 529–545. doi:10.1111/j.1096-3642.2003.00096.x. ISSN 1096-3642.